# Gourguen d'Artanoudji
Pour les articles homonymes, voir Gourguen.
Gourguen d'Artanoudji (mort en 923) est un prince géorgien d'Artanoudji-Calarzène du Xe siècle. Il fait partie de la famille des Bagrations.
Gourguen Bagration est le fils cadet du prince Bagrat Ier d'Artanoudji et de son épouse inconnue. Dans son De administrando imperio, Constantin VII Porphyrogénète écrit qu'à la mort de Bagrat, en 909, ses fils Adarnassé, Achot et Gourguen se partagent ses domaines. Toutefois, le prince Vakhoucht Bagration, au XVIIIe siècle, écrit que David, l'oncle de Gourguen, succède à Bagrat. 
Il n'y a que très peu de sources qui le mentionnent mais elles se contredisent toutes. Ainsi, une dit qu'il meurt sans enfant et que son frère aîné Adarnassé prend ses domaines. Une autre encore précise qu'il meurt en 923, mais rajoute qu'il laisse un fils. Cette même source rajoute que sa veuve épouse par la suite un certain Adranutzium.
Il laisse un seul enfant, Gourguen, mort en 968.

## Source
- Cyrille Toumanoff, Les dynasties de la Caucasie chrétienne de l'Antiquité jusqu'au XIXe siècle : Tables généalogiques et chronologiques, Rome, 1990, p. 132.